# 入谷 (台東区)
入谷（いりや）は、東京都台東区の町名。現行行政地名は入谷一丁目および入谷二丁目。住居表示実施済区域。

## 地理
台東区北部に位置し、下谷地域に属する。北で竜泉、東で千束、南東の道路上の一点で西浅草、南で松が谷、南西で北上野、西で下谷と接する。下谷所在の下谷警察署、東上野所在の 上野消防署の管轄に当たる。

### 広域地名
旧東京市下谷区下谷入谷町、後の入谷町に含まれた地域、あるいは東京地下鉄（東京メトロ）入谷駅周辺を入谷地域と認識されることもある。

## 歴史

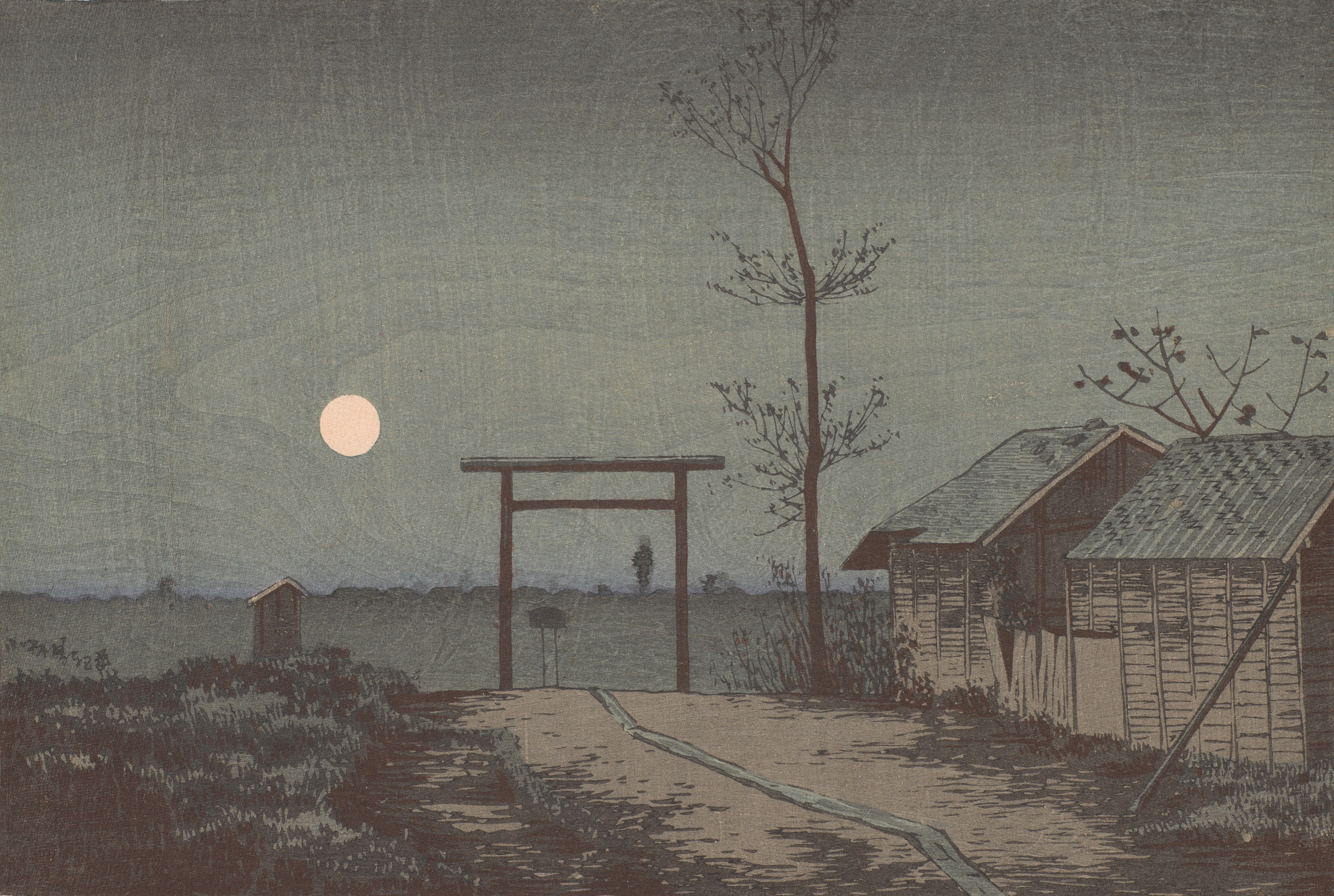
小林清親が明治初期に描いた太郎稲荷大明神（現・入谷2-19-2）周辺。当時は見渡す限り水田が広がっていた（吉原田圃）。太郎稲荷は柳川藩立花家下屋敷の屋敷神で、当家の子供の病が祈願で治ったと聞いた人々が参詣を望み、流行神になった。1803年(享和3)に流行しだしたが、半年ほどですたれた。落語「ぞろぞろ」の舞台にもなり、樋口一葉の「たけくらべ」にも登場する

旧：豊島郡坂本村の一部で、江戸時代には正式な行政地名ではなかった。入谷一帯は千束池の底にあったが、戦国時代に埋め立てられて開墾された。寺院こそ建ったが、その後目立った開発はされず、入谷土器という焼き物が生産されていたことが知られている。江戸時代末期・明治時代に入ってから朝顔栽培が盛んになり、やがて入谷朝顔市が開かれる場所として有名になった。
また、「恐れ入谷の鬼子母神」と謳われた入谷鬼子母神も旧入谷町内にある（現在は下谷）。
旧入谷町には入谷のほか北上野、下谷（坂本）、竜泉、松が谷が含まれた。

## 世帯数と人口
2025年（令和7年）3月1日現在（台東区発表）の世帯数と人口は以下の通りである。
| 丁目       | 世帯数    | 人口    |
| ---------- | --------- | ------- |
| 入谷一丁目 | 2,236世帯 | 3,486人 |
| 入谷二丁目 | 2,081世帯 | 3,214人 |
| 計         | 4,317世帯 | 6,700人 |

### 人口の変遷
国勢調査による人口の推移。
| 年                 | 人口  |
| ------------------ | ----- |
| 1995年（平成7年）  | 4,732 |
| 2000年（平成12年） | 4,894 |
| 2005年（平成17年） | 5,295 |
| 2010年（平成22年） | 5,254 |
| 2015年（平成27年） | 6,120 |
| 2020年（令和2年）  | 6,430 |

### 世帯数の変遷
国勢調査による世帯数の推移。
| 年                 | 世帯数 |
| ------------------ | ------ |
| 1995年（平成7年）  | 2,033  |
| 2000年（平成12年） | 2,294  |
| 2005年（平成17年） | 2,563  |
| 2010年（平成22年） | 2,746  |
| 2015年（平成27年） | 3,443  |
| 2020年（令和2年）  | 3,816  |

## 学区
区立小・中学校に通う場合、学区は以下の通りとなる（2023年9月現在）。
| 丁目       | 番地          | 小学校               | 中学校             |
| ---------- | ------------- | -------------------- | ------------------ |
| 入谷一丁目 | 27番 29～33番 | 台東区立金曽木小学校 | 台東区立柏葉中学校 |
| 入谷一丁目 | 1〜26番 28番  | 台東区立大正小学校   | 台東区立柏葉中学校 |
| 入谷二丁目 | 1～33番       | 台東区立大正小学校   | 台東区立柏葉中学校 |
| 入谷二丁目 | 34〜39番      | 台東区立金曽木小学校 | 台東区立柏葉中学校 |

## 交通

### 鉄道
- 東京メトロ日比谷線 入谷駅

### 道路
- 国道4号（昭和通り）
- 東京都道319号環状三号線（言問通り）

## 事業所
2021年（令和3年）現在の経済センサス調査による事業所数と従業員数は以下の通りである。
| 丁目       | 事業所数  | 従業員数 |
| ---------- | --------- | -------- |
| 入谷一丁目 | 254事業所 | 1,652人  |
| 入谷二丁目 | 175事業所 | 829人    |
| 計         | 429事業所 | 2,481人  |

### 事業者数の変遷
経済センサスによる事業所数の推移。
| 年                 | 事業者数 |
| ------------------ | -------- |
| 2016年（平成28年） | 428      |
| 2021年（令和3年）  | 429      |

### 従業員数の変遷
経済センサスによる従業員数の推移。
| 年                 | 従業員数 |
| ------------------ | -------- |
| 2016年（平成28年） | 2,353    |
| 2021年（令和3年）  | 2,481    |

## 施設
- 台東区立大正小学校
- 台東区立大正幼稚園

## 出身・ゆかりのある人物
- 秋元源彌（近江屋、皮革商、秋元皮革社長）[17] - 住所は下谷区入谷町[17]。

## その他

### 日本郵便
- 郵便番号 : 110-0013[3]（集配局 : 上野郵便局[18]）。